# Antonín Mokrý (politik)
Antonín Mokrý (27. září 1820 Netolice – 22. listopadu 1883 Vodňany), byl český a rakouský politik, během revolučního roku 1848 poslanec Říšského sněmu.

## Biografie
Profesí byl notářem. 2. února 1849 se oženil s Marií rozenou Pávkovou. Jeho syn Otakar Mokrý byl spisovatelem, další syn Theodor Mokrý byl lesním inženýrem.
Během revolučního roku 1848 se zapojil do politiky. Byl členem vlasteneckých spolků (Svornost, Slovanská lípa). Ve volbách roku 1848 byl zvolen na ústavodárný Říšský sněm. Zastupoval volební obvod Vodňany. Uvádí se jako magistrátní auskultant, měšťan. Patřil ke sněmovnímu bloku pravice, do kterého náležel český politický tábor, Národní strana (staročeši).
Od roku 1850 působil v Třeboni coby adjunkt u okresního soudu.
Zemřel v listopadu 1883.